# Front national de la République démocratique allemande
Le Front national de la République démocratique allemande (en allemand : Nationale Front der Deutschen Demokratischen Republik ; jusqu'en 1973 : Front national de l’Allemagne démocratique, en allemand : Nationale Front des demokratischen Deutschland) est une organisation de la République démocratique allemande qui regroupait l'ensemble des partis et organisations politiques autorisés par le régime est-allemand. Le Parti socialiste unifié d'Allemagne (SED) tenait un rôle dirigeant dans la coalition. La constitution est-allemande de 1968 présente le Front national comme « l'organisation manifestant l'alliance de toutes les forces du peuple ».

## Historique
En juin 1945, alors que la guerre vient de se terminer, les partis de la Zone d'occupation soviétique se rassemblent pour former le Bloc antifasciste. Cette union permanente, regroupant tous les partis autorisés dans la zone soviétique, est ensuite renommée Bloc démocratique, puis sera la base pour la formation du Front national de l'Allemagne démocratique. En 1973, à la suite de la volonté des autorités de Berlin-Est de renoncer à la réunification allemande, le Front national de l'Allemagne démocratique est rebaptisé « Front national de la République démocratique allemande ».
Le Front national a de facto cessé d'exister en 1989, lorsque les partis le composant ont décrété la reprise de leur autonomie vis-à-vis du SED. Le 16 décembre 1989, le SED, s'étant transformé en parti socialiste démocratique, s'est réformé en Parti du socialisme démocratique. Le 20 février 1990, un amendement à la Constitution a supprimé la mention du Front national, entérinant sa disparition officielle.

## Système

### Partis politiques associés
| Parti                                      | Logo | Drapeau | Fondation      | Dissolution       | Sièges à la Volkskammer (1986) |
| ------------------------------------------ | ---- | ------- | -------------- | ----------------- | ------------------------------ |
| Parti socialiste unifié d'Allemagne SED    |      |         | 21 avril 1946  | 16 décembre 1989  | 127                            |
| Union chrétienne-démocrate d'Allemagne CDU |      |         | 26 juin 1945   | 1/2 octobre 1990  | 52                             |
| Parti libéral-démocrate d'Allemagne LDPD   |      |         | 5 juillet 1945 | 11 août 1990      | 52                             |
| Parti paysan démocratique d'Allemagne DBD  |      |         | 17 juin 1948   | 15 septembre 1990 | 52                             |
| Parti national-démocrate d'Allemagne NDPD  |      |         | 5 mai 1948     | 27 mars 1990      | 52                             |

### Organisations de masse
| Organisation                                   | Logo | Drapeau | Fondation | Dissolution | Sièges à la Volkskammer (1986) |
| ---------------------------------------------- | ---- | ------- | --------- | ----------- | ------------------------------ |
| Freier Deutscher Gewerkschaftsbund FDGB        |      |         | 1946      | 1990        | 61                             |
| Jeunesse libre allemande FDJ                   |      |         | 1946      | -           | 37                             |
| Ligue démocratique des femmes d'Allemagne DFD  |      |         | 1947      | 1990        | 32                             |
| Kulturbund der DDR KB                          |      |         | 1945      | 1990        | 21                             |
| Vereinigung der gegenseitigen Bauernhilfe VdgB |      |         | 1945      | 1990        | 14                             |

### Autres organisations
| Organisation                                                | Logo | Drapeau | Fondation | Dissolution | Membres                          |
| ----------------------------------------------------------- | ---- | ------- | --------- | ----------- | -------------------------------- |
| Société pour l'amitié germano-soviétique DSF                |      | -       | 1949      | 1992        | 6,3 millions (1988)              |
| Volkssolidarität VS                                         |      | -       | 1945      | -           | 2,15 millions (1988)             |
| Gesellschaft für Sport und Technik                          |      | -       | 1952      | 1990        | 600 000 (1988)                   |
| Deutscher Turn- und Sportbund                               |      |         | 1957      | 1990        | 3,7 millions (1989)              |
| Organisation des pionniers Ernst Thälmann                   |      |         | 1948      | 1990        | 2 millions (1989)                |
| Schriftstellerverband der DDR DSV                           |      | -       | 1945      | 1990        | -                                |
| Verband der Kleingärtner, Siedler und Kleintierzüchter VKSK |      | -       | 1952      | 1990        | 1,5 million (1988)               |
| Verband der Journalisten der DDR VDJ                        |      | -       | 1945      | 1990        | 9 000 (1988)                     |
| Comité de solidarité de la RDA die Solidarität              |      | -       | 1960      | 1990        | -                                |
| Croix-Rouge allemande de la RDA DRK                         |      | -       | 1952      | 1990        | 650 000 (milieu des années 1980) |
| Kammer der Technik KdT                                      |      | -       | 1946      | 1990        | 300 000 (fin des années 1980)    |
| Friedensrat der DDR                                         |      | -       | 1949      | 1990        | -                                |
| Association des persécutés du régime nazi VVN-BdA           |      | -       | 1947      | -           | -                                |
| Komitee der Antifaschistischen Widerstandskämpfer KdAW      |      | -       | 1953      | 1991        | 2 500 (1983)                     |
| Domowina DSV                                                |      | -       | 1912      | -           | -                                |

### Fonctionnement
Le Front national de l'Allemagne démocratique organise la vie commune des citoyens de l'Allemagne de l'Est en organisant des campagnes d’intérêts généraux ou en faveur de pays du Bloc de l'Est. Jusqu'en 1963 il était aussi chargé d'organiser les élections en RDA.

## Résultats

### Élections à la Volkskammer
| Élection | Voix       | %      | Sièges    | +/–    | Position | Gouvernment               |
| -------- | ---------- | ------ | --------- | ------ | -------- | ------------------------- |
| 1950     | 12,088,745 | 99.6%  | 466 / 466 | 136    | 1er      | Seule coalition autorisée |
| 1954     | 11,828,877 | 99.46% | 466 / 466 | Stable | 1er      | Seule coalition autorisée |
| 1958     | 11,689,110 | 99.87% | 466 / 466 | Stable | 1er      | Seule coalition autorisée |
| 1963     | 11,533,859 | 99.25% | 434 / 434 | 32     | 1er      | Seule coalition autorisée |
| 1967     | 11,197,265 | 99.93% | 434 / 434 | Stable | 1er      | Seule coalition autorisée |
| 1971     | 11,207,388 | 99.5%  | 434 / 434 | Stable | 1er      | Seule coalition autorisée |
| 1976     | 11,245,023 | 98.58% | 434 / 434 | Stable | 1er      | Seule coalition autorisée |
| 1981     | 12,235,515 | 99.9%  | 500 / 500 | 66     | 1er      | Seule coalition autorisée |
| 1986     | 12,392,094 | 99.94% | 500 / 500 | Stable | 1er      | Seule coalition autorisée |

## Décoration
- Insigne d’honneur du Front national